# フェリペ・コンテポーミ
フェリペ・コンテポーミ(Felipe Contepomi, 1977年8月20日 - )は、アルゼンチンのラグビーユニオン選手。ポジションはフライハーフ(スタンドオフ)で、アルゼンチン代表史上最多キャップ(87)、最多得点(651)を記録している。